# 한국콜마
한국콜마는 화장품의 ODM(Original Design Manufacturing, 제조업자 개발생산)을 전문으로 하는 코스피 상장기업이다.

## 역사
한국콜마는 1990년 창립해서 ODM 방식을 대한민국 내 화장품 OEM 업체 중에서 최초로 추진했다.
2012년 10월 2일 한국콜마홀딩스의 화장품사업부문과 인적사업부문이 분할되어 신설되었다.

## 사업
한국콜마는 고객사에 의해 개발을 의뢰받아 연구개발부터 생산까지 전과정을 도맡아 위탁생산하는 ODM 방식의 B2B 사업모델을 대한민국 화장품 업계에서 최초로 시작한 회사다. 아모레퍼시픽, LG생활건강, 미샤, 더 페이스샵 등을 고객사로 두고 있으며 시중 제품의 20% 이상을 한국콜마가 만든다.

## 증시
시가총액 1조 2천억원 가량의 규모로, 지속적으로 흑자를 보고 있는 기업이다. 2014년 들어 2배 넘게 주가가 상승했다. 이는 40조원에 이르는 중국의 급성장한 화장품 시장 덕에 앞으로의 전망이 밝다고 보기 때문이다.

## 사건·사고

### 유튜브 영상 관련 논란
윤동한 한국콜마 회장은 2019년 8월 7일 월례조회에서 임직원 700여명을 대상으로 극보수 성향의 유튜브 영상을 틀어 논란이 됐다.
해당 영상의 유튜버는 문재인 정부의 반일불매운동 선동을 비난하면서 "아베는 문재인 면상을 주먹으로 치지 않은 것만 해도 너무나 대단한 지도자"라고 말했고, "베네수엘라의 여자들은 단돈 7달러에 몸을 팔고 있고, 곧 우리나라도 그 꼴이 날 것"이라고도 했다.
한국콜마 관계자는 여성비하 언급이 없었다는 입장에 대해 "윤동한 회장이 여성에 대한 부적절한 언급을 한 것이 아니라는 뜻"이라며 "윤 회장이 영상 전체에 동의하는 것도 아니고 여성에 대한 부적절한 언급에 대해 동의하는 것은 더더욱 아니다"라고 말했다.
한국콜마는 윤 회장에 대해 "일본으로 유출된 우리 문화유산인 수월관음도를 25억원에 구입해 국립박물관에 기증한 적도 있고, 이순신 장군의 자(字)를 딴 서울여해재단을 설립해 이순신 학교도 운영하고 있다"며 "나라사랑과 역사의식을 직접 실천하는 기업인"이라고 소개했다. 2019년 8월 11일 윤동한 회장은 이 사건에 대해 사과한 후 회사 경영에서 물러나기로 했다.

## 본점 및 지점 현황
- 본점: 세종특별자치시 전의면 덕고개길 12-11
- 부천지점: 경기도 부천시 원미구 평천로850번길 157 (도당동)
- 서울구로지점: 서울특별시 구로구 디지털로 288, 1412, 1413호 (구로동, 대륭포스트타워1차)
- 종합기술원: 서울특별시 서초구 헌릉로8길 61 (내곡동)
- 관정지점: 세종특별자치시 전의면 산단길 22-17
- 안동지점: 경상북도 안동시 풍산읍 산업단지2길 5, 입주보육동 303-304호 (경북바이오산업연구원)